# Dick Slater
Richard Van Slater (Tampa, Florida; 19 de mayo de 1951-18 de octubre de 2018), más conocido por su nombre en el ring "Dirty" Dick Slater, fue un luchador profesional estadounidense que luchó en los años 1970, 1980 y mediados de 1990 para varias promociones incluyendo Mid-Atlantic Championship Wrestling y World Championship Wrestling (WCW).

## Carrera

### Georgia Championship Wrestling (1972-1983)
Después de salir de CWF, Slater trabajó en California junto a Von Brauners, Moondog Mayne, Pat Patterson y Ray Stevens. A partir de ahí, se fue a Las Vegas y Reno, Nevada (viajando junto a Moondog Mayne con frecuencia). Slater se fue a Georgia Championship Wrestling, una organización que tuvo el crédito de ponerlo en el mapa. Allí trabajó durante 8 años, ganando el Campeonato Peso Pesado de Georgia de NWA en cuatro ocasiones, así como el Campeonato en Parejas de Georgia de NWA y el Campeonato en Parejas de Macon de NWA con Bob Orton, Jr.. Durante un período de tiempo también ganó el Campeonato Peso Pesado de Misuri de NWA y una serie de títulos de Florida.

### Muerte
WWE emitió una declaración el 18 de octubre de 2018, anunciando que Slater había muerto. El entrenador de lucha libre y amigo cercano Les Thatcher reconoció que Slater había muerto en su cuenta de Twitter. Su muerte también fue confirmada por el adversario en pantalla Ric Flair, quien rindió tributo en YouTube.

## En lucha
- Movimientos finales
  - Figure four leglock[7]
  - Russian legsweep,[8] sometimes floated over into a pin[7]
  - Three left-handed jabs followed by a right-handed punch or a clothesline[9]

- Movimientos de firma
  - Atomic drop[7]
  - Backbreaker[7]
  - Bearhug[9]
  - Belly to back suplex[7]
  - Boston crab[7]
  - Elbow drop[7]
  - Gutwrench suplex[7]
  - Headbutt, with theatrics[7][9]
  - Knee drop[7][9]
  - Neckbreaker[7]
  - Piledriver[7]
  - Roll-up[7]
  - Vertical suplex[7][8]

- Mánagers
  - Dark Journey[10]
  - Gary Hart[10][11]
  - Diamond Dallas Page[12]
  - Col. Robert Parker[13]

- Apodos
  - Mr. Unpredictable[14]
  - Mr. Excitement[3]
  - "Dirty"[2]
  - "The Rebel"[2]

## Campeonatos y logros
- Championship Wrestling from Florida
  - NWA Brass Knuckles Championship (Florida version) (1 vez)[15]
  - NWA Florida Heavyweight Championship (1 vez)[16]
  - NWA Florida Tag Team Championship (4 veces) - con Dusty Rhodes (1), Stan Vachon (1), Toru Tanaka (1), y Johnny Weaver (1)[17]
  - NWA Florida Television Championship (2 veces)[18]
  - NWA Southern Heavyweight Championship (Florida version) (4 veces)[19]
  - NWA United States Tag Team Championship (Florida version) (1 vez) - con Killer Karl Kox[20]

- Georgia Championship Wrestling
  - NWA Georgia Heavyweight Championship (4 veces)[21]
  - NWA Georgia Tag Team Championship (1 vez) - con Bob Orton, Jr.[22]
  - NWA Macon Tag Team Championship (1 vez) - con Bob Orton, Jr.[23]

- International Wrestling Association of Japan

- IWA World Heavyweight Championship (1 vez)

- Mid-Atlantic Championship Wrestling / World Championship Wrestling
  - NWA United States Heavyweight Championship (1 vez)[25]
  - NWA Mid-Atlantic Heavyweight Championship (1 vez)[26]
  - NWA Television Championship (2 veces)[27]
  - NWA World Tag Team Championship (Mid-Atlantic version) (1 vez) - con Dusty Rhodes[28]
  - WCW United States Tag Team Championship (1 vez) - con The Barbarian[29]
  - WCW World Tag Team Championship (1 vez) - con Bunkhouse Buck[30]

- Mid-South Wrestling Association / Universal Wrestling Federation
  - Mid-South North American Championship (2 veces)[31]
  - Mid-South Television Championship (1 vez)[32]
  - UWF World Television Championship (1 vez)[33]

- Pro Wrestling Illustrated
  - PWI ranked him # 153 of the 500 best singles wrestlers during the "PWI Years" in 2003.[34]

- Southeastern Championship Wrestling
  - NWA Southeastern Heavyweight Championship (Northern Division) (3 veces)[35]
  - NWA Southeastern Tag Team Championship (2 veces) - con Jerry Blackwell (1) y Paul Orndorff (1)[36]

- Southwest Championship Wrestling
  - SCW Southwest Heavyweight Championship (2 veces)[37]
  - SCW Southwest Tag Team Championship (1 vez) - con Bob Sweetan[38]
  - SCW World Tag Team Championship (1 vez) - con Bruiser Brody[39]

- St. Louis Wrestling Club
  - NWA Missouri Heavyweight Championship (1 vez)[40]

- United States Wrestling Association
  - USWA Southern Heavyweight Championship (1 vez)[41]

- Wrestling Observer Newsletter awards
  - Worst Tag Team (1995) con Bunkhouse Buck